# Ghelna barrowsi
Ghelna barrowsi is een spinnensoort in de taxonomische indeling van de springspinnen (Salticidae).
Het dier behoort tot het geslacht Ghelna. De wetenschappelijke naam van de soort werd voor het eerst geldig gepubliceerd in 1973 door Kaston.